# Tortula vlassovii
Tortula vlassovii là một loài Rêu trong họ Pottiaceae. Loài này được (Lazarenko) Ros & Herrnst. miêu tả khoa học đầu tiên.